# Alicornop
Els alicornops (Alicornops) són un gènere extint de mamífers perissodàctils de la família dels rinoceronts (Rhinocerotidae) que visqueren a Euràsia durant el Miocè, fa entre 5,3 i 13,7 milions d'anys. Se n'han trobat restes fòssils a Espanya (incloent-hi l'abocador de Can Mata), Moldàvia, el Pakistan, Romania, Tailàndia i la Xina. El registre fòssil fa pensar que evolucionà a l'Europa occidental i des d'allí anà dispersant-se fins a arribar a l'Extrem Orient. L'espècie A. simorrense tenia tres dits a cada pota. Segurament presentava una petita banya al cap.